# Henshaus
Henshaus ist ein aus einer Hofschaft hervorgegangener Wohnplatz in der bergischen Großstadt Solingen.

## Geographie
Henshaus liegt im Solinger Stadtteil Wald, die einstige Hofschaft lag im Kreuzungsbereich der Stübbener Straße und der Henshauser Straße im Norden des Walder Ortskerns. Unmittelbar westlich befindet sich Sorgenhaus. Nördlich befinden sich Schneppert und im Kreuzungsbereich von Wittkuller und Stübbener Straße der Wohnplatz Stübben, außerdem das Fabrikareal der Vereinigten Schlüsselfabriken, die heute als VS Guss AG firmieren. Im Osten befinden sich Delle und Strauch mit dem alten Walder Bahnhof sowie der Trasse der Korkenzieherbahn. Südlich liegt die Friedrich-Ebert-Straße im Walder Ortskern mit dem Walder Rathaus.

## Etymologie
Der Ortsname ist abgeleitet von dem Familiennamen Hens. Dieser leitet sich womöglich von dem Personennamen Hannes ab. In Abwandlungen kommt er heute in Solingen mehrfach vor, so auch in Hensberg in Aufderhöhe.

## Geschichte
Nachweisbar ist der Ort seit dem 17. Jahrhundert. Im Jahre 1715 ist der Ort in der Karte Topographia Ducatus Montani, Blatt Amt Solingen, von Erich Philipp Ploennies mit einer Hofstelle verzeichnet und als Hansenh. (offensichtlich abgekürzt) benannt. Der Ort gehörte zur Honschaft Itter innerhalb des Amtes Solingen. Die Topographische Aufnahme der Rheinlande von 1824 verzeichnet den Ort bereits als Henshaus, ebenso wie die Preußische Uraufnahme von 1844. In der Topographischen Karte des Regierungsbezirks Düsseldorf von 1871 ist der Ort unbeschriftet verzeichnet.
Nach Gründung der Mairien und späteren Bürgermeistereien Anfang des 19. Jahrhunderts gehörte der Ort zur Bürgermeisterei Wald, dort lag er in der Flur V. (Wald). 1815/16 lebten 13, im Jahr 1830 16 Menschen im als Weiler bezeichneten Henshaus. 1832 war der Ort Teil der Ersten Dorfhonschaft innerhalb der Bürgermeisterei Wald. Der nach der Statistik und Topographie des Regierungsbezirks Düsseldorf als Hofstadt kategorisierte Ort besaß zu dieser Zeit vier Wohnhäuser und zwei landwirtschaftliche Gebäude. Zu dieser Zeit lebten 24 Einwohner im Ort, davon vier katholischen und 20 evangelischen Bekenntnisses. Die Gemeinde- und Gutbezirksstatistik der Rheinprovinz führt den Ort 1871 mit vier Wohnhäusern und 32 Einwohnern auf. Im Gemeindelexikon für die Provinz Rheinland von 1888 werden für Henshaus vier Wohnhäuser mit 42 Einwohnern angegeben.
Bereits in der zweiten Hälfte des 19. Jahrhunderts verlor der kleine Ort seine eigenständige Lage als Hofschaft und ging in den expandierenden Wohn- und Gewerbegebieten des Walders Kernorts lückenlos auf. Mit der Städtevereinigung zu Groß-Solingen im August 1929 wurde Henshaus ein Ortsteil Solingens. Die kleine Ortschaft ist heute mangels historischer Bausubstanz als solche nicht mehr wahrnehmbar, nur die Henshauser Straße und die abseits gelegene Straße Henshauserfeld, abgeleitet von einer alten Flurbezeichnung, erinnern noch an den Ort.